# Calotis latiuscula
Calotis latiuscula là một loài thực vật có hoa trong họ Cúc. Loài này được F.Muell. & Tate mô tả khoa học đầu tiên năm 1890.